# Великопаладська сільська рада
| Великопаладська сільська рада — колишній орган місцевого самоврядування у Виноградівському районі Закарпатської області з адміністративним центром у с. Велика Паладь. Сільській раді були підпорядковані населені пункти: - с. Велика Паладь - с. Фертешолмаш |

## Склад ради
Рада складалася з 18 депутатів та голови.

## Керівний склад сільської ради
| ПІБ                     | Основні відомості                                               | Дата обрання | Дата звільнення |
| ----------------------- | --------------------------------------------------------------- | ------------ | --------------- |
| Ботош Чобо Ендрійович   | Сільський голова, 1965 року народження, освіта                  | 26.03.2006   | 30.05.2009      |
| Біров Венцел Венцелович | Сільський голова, 1966 року народження, освіта, безпартійний    | 20.06.2010   | 31.10.2010      |
| Біров Венцел Венцелович | Сільський голова, 1966 року народження, освіта середня загальна | 31.10.2010   |                 |

Примітка: таблиця складена за даними джерела

## Населення
Згідно з переписом УРСР 1989 року чисельність наявного населення сільської ради становила 2865 осіб, з яких 1376 чоловіків та 1489 жінок.
За переписом населення України 2001 року в сільській раді мешкало 2850 осіб.

### Мова
Розподіл населення за рідною мовою за даними перепису 2001 року:
| Мова       | Відсоток |
| ---------- | -------- |
| угорська   | 97,06 %  |
| українська | 2,70 %   |
| російська  | 0,14 %   |
| молдовська | 0,03 %   |